# Músculs subcostals
Els músculs subcostals (musculus subcostalis) o músculs infracostals, consisteixen en fascicles musculars i aponeuròtics que, en general, estan ben desenvolupats només en la part inferior del tòrax. Cadascun s'origina en la superfície interior d'una costella i s'insereix en la superfície interior de la segona o tercera costella contigua de sota, prop del seu angle. Les seves fibres s'estenen en la mateixa direcció que les dels músculs intercostals interns.
La funció d'aquest múscul és poc coneguda, però com acompanya els músculs intercostals mitjans juntament amb el triangular de l'estern, se sap que és un múscul sinèrgic com a suport en l'expiració forçada.